# Marina Tchebourkina
Marina Nikolajevna Tchebourkina (Russisch: Марина Николаевна Чебуркина) (Moskou, 6 maart 1965) is een Russisch-Franse organist en musicologe. Zij is bekend als expert in de Franse barokke orgelmuziek en een wereldwijd ambassadeur van de Russische orgelmuziek.

## Biografie
Marina Tchebourkina studeerde van 1984 tot 1989 aan het Conservatorium van Moskou orgel en musicologie. In 1992 promoveerde ze summa cum laude. Van 1992-1994 studeerde ze met een Franse studiebeurs in Frankrijk bij Marie-Claire Alain, Michel Chapuis en Louis Robilliard, en in Duitsland bij Harald Vogel. Van 1996 tot 2010 was ze organist in het kasteel van Versailles.
Sinds 2006 is zij lid van de Franse nationale commissie voor historische monumenten (afdeling orgels). Sinds 2010 doceert ze aan het conservatorium van Moskou. Sinds 2013 is zij bovendien verbonden als onderzoeker aan de Universiteit Parijs 1 Panthéon-Sorbonne.

## Wetenschappelijke graden
- 1994: Ph.D.: Olivier Messiaens orgelmuziek.
- 2013: Dr. Habil. (Accreditation to supervise Research): The French Baroque Organ Art: Music, Organ building, Performance.

## Onderscheidingen
- 2005: Ridder in de orde van kunsten en letteren (Frankrijk).

## Discografie

### Franse Barokke orgelmuziek:The King's Organisten en hun tijdgenoten
- 2002: Claude Balbastre à Saint-Roch / Claude Balbastre at Saint-Roch (with Michel Chapuis). Historical Great Organ of the Church of St Roch, Paris. 2-CD set. (EAN 13 : 3760075340018)
- 2004: Du Roy-Soleil à la Révolution, l’orgue de la Chapelle royale de Versailles / From the Sun King to the Revolution, the organ of the Royal Chapel of Versailles. Great Organ of the Royal Chapel of the Palace of Versailles. (EAN 13 : 3760075340032)
- 2004: Louis Claude Daquin, l’œuvre intégrale pour orgue / Louis Claude Daquin, Complete organ works. Great Organ of the Royal Chapel of the Palace of Versailles. (EAN 13 : 3760075340049)
- 2005: Louis Marchand, l’œuvre intégrale pour orgue / Louis Marchand, Complete organ works. Great Organ of the Royal Chapel of the Palace of Versailles. 2-CD set. (EAN 13 : 3760075340056)
- 2005: François Couperin, l’œuvre intégrale pour orgue / François Couperin, Complete organ works. Great Organ of the Royal Chapel of the Palace of Versailles. 2-CD set. (EAN 13 : 3760075340063)
- 2007: Jean-Jacques Beauvarlet-Charpentier, œuvres pour orgue / Jean-Jacques Beauvarlet-Charpentier, Organ works. Historical Great Organ of the Abbey-church of Sainte-Croix, Bordeaux. 2-CD set. (EAN 13 : 3760075340087)
- 2009: Gaspard Corrette, l’œuvre intégrale pour orgue / Gaspard Corrette, Complete organ works. Historical Great Organ of the Abbey-church of Saint-Michel-en-Thiérache. (EAN 13 : 3760075340100)
- 2015: Nicolas de Grigny, l’œuvre intégrale pour orgue / Nicolas de Grigny, Complete organ works. Historical Great Organs of the Abbey-churches of Saint-Michel-en-Thiérache and Sainte-Croix of Bordeaux. 2-CD set. (EAN 13 : 3760075340148)
- 2016: Jean Adam Guilain, l’œuvre intégrale pour orgue / Jean Adam Guilain, Complete organ works. Historical Great Organ of the Abbey-church of Saint-Michel-en-Thiérache. (EAN 13 : 3760075340155)
- 2019: Pierre Du Mage, Louis Nicolas Clérambault, l’œuvre intégrale pour orgue / Pierre Du Mage, Louis Nicolas Clérambault, Complete organ works. Historical Great Organ of the Abbey-church of Saint-Michel-en-Thiérache. (EAN 13 : 3760075340179)

### Russische orgelmuziek
- 2003: Deux siècles de musique russe pour orgue / Two centuries of Russian organ music. Historical Great Organ of the Church of St Sulpice, Paris. 2-CD set. (EAN 13 : 3760075340025)
- 2010: Youri Boutsko, Grand cahier d’Orgue / Youri Boutsko, Great Organ notebook. Historical Great Organ of the Abbey-church of St Etienne, Caen. (EAN 13 : 3760075340117)
- 2010: Dmitri Dianov, l’Îlot, œuvres pour orgue / Dmitri Dianov, The Isle, organ works. Historical Great Organ of the Abbey-church of St Etienne, Caen. — 2010. (EAN 13 : 3760075340124)
- 2016: Youri Boutsko, Deuxième Grand cahier d’Orgue : Images russes, Tableaux, Légendes, Histoires véridiques et invraisemblables / Youri Boutsko, Second Great Organ Notebook: Russian Images, Pictures, Legends, True and Unbelievable Stories. Great Organ of the Church of St Martin, Dudelange, Luxembourg. EAN 13 : 3760075340162

## Selectie uit de bibliografie
- Tchebourkina M. N. The French Baroque Organ Art: Musique, Organ building, Performance. — Paris : Natives, 2013. — 848 p. (ISBN 978-2-911662-10-2). Orig. title: Французское органное искусство Барокко: Музыка, Органостроение, Исполнительство.
- Tchebourkina M. The Organ of the Royal Chapel of Versailles, Three centuries of history. — Paris : Natives, 2010. — 256 p. (ISBN 978-2-911662-09-6) Orig. title: L’Orgue de la Chapelle royale de Versailles, Trois siècles d’histoire.
- Tchebourkina M. N. (annotated translation in Russian). Olivier Messiaen. The Technique of my Musical Language. — Moscou: Greko-latinski kabinet Yu. A. Shichalina, 1995. — 128 p. (ISBN 5-87245-0109). Orig. title: Оливье Мессиан. Техника моего музыкального языка (комментированный перевод).